# Margarina
Margarina je izdelek živilske predelovalne industrije, ki ga ponuja kupcem kot nadomestek za maslo. 

## Razvoj margarine
Prvi postopek za izdelavo margarine je predstavil Francoz Megè Mouriés (*1817 - 1880), leta 1869. Od tedaj dalje se je postopek priprave in receptura že velikokrat spremenila. Kakovost margarine je predvsem odvisna od uporabljenih surovin in postopkov pri njeni izdelavi. Margarina se izdeluje iz hidroliziranih rastlinskih maščob, rastlinskih olj najmanj 82 % celotne vsbine in dodatki vitaminov A, D, E, za obarvanje včasih karotin, ekstrakt pravega masla, voda večinoma izločena iz mleka, največ 16 % celotne vsebine. Za ohranjanje živila se včasih doda še do 2 % soli in 0,3 % škroba ter antioksidanti in sinergisti.

## Tehnološki postopek za izdelavo margarine
Tehnološki postopek za izdelavo margarine sestavlja več zaporednih faz in sicer:
- Faza priprave surovin in sestave mase. Sestavine je potrebno najprej stopiti v posebnih kotlih, duplikatorjih na temperaturi od 28 °C do 45 °C v odvisnosti od temperature okolja.
- Faza ustvarjanja emulzije se prične s črpanjem določene količine raztopljene hidrirane rastlinske masti v mešalno posodo, dodamo določeno količino posnetega mleka, vključimo mešalec in po krajšem mešanju dodajamo emulgator, preparate po 20 do 30 minutnem mešanju se doda vitamine A, D, E in škrobni sirup. Sledi ponovno mešanje 20 do 30 minut, sledi hlajenje mase do strditve.
- Faza gnetenja margarinske mase, cilj gnetenja mase je odstranjevanje odvečne vode in izboljšana homogenizacija margarine. Pregnetena masa se formira na posebnem stroju v standardne kose po velikosti in teži ter se embalira v nepremočljiv papir v pakete. Na pakete se nato nalepijo etikete z zapisom o vsebini in se jih pošlje uporabniku ali trgovcu. Trgovci ponujajo margarino v paketih s težo 1/4 kg, 1/2 kg in 1 kg.